# Randers FC
El Randers FC es un equipo de fútbol de Dinamarca fundado en 2003. Está situado en la ciudad de Randers, de la región de Jutlandia Central. Juega en la Superliga Danesa, tras lograr el ascenso de la segunda categoría del país en la temporada 2011/12.

## Historia
Los orígenes del club se encuentran en el Randers Freja, un club fundado en 1898 y que entre sus logros destacan 3 Copas de Dinamarca. En el año 2003 el club se fusionó con las siguientes asociaciones deportivas: el Dronningborg Boldklub, el Hornbæk Sportsforening, el Kristrup Boldklub, el Randers KFUM y el Vorup-Frederiksberg Boldklub. El nuevo equipo tomaría la plaza del Randers Freja, que en ese momento jugaba en la Primera División de Dinamarca, y logró el ascenso a la SAS Ligaen.
En su primera temporada el equipo terminó colista y descendió, recuperando la categoría en el 2006. Ese mismo año el club ficha al internacional Stig Tøfting y consigue proclamarse campeón de la Copa de Dinamarca tras vencer en la prórroga al Esbjerg fB por 1 a 0. El año siguiente el club debutó en la Copa UEFA, aunque cayó en la primera ronda ante el Fenerbahçe.
Actualmente el equipo lucha por mantenerse en la categoría, logrando una sexta posición en la temporada 2007-08, pero descendieron en la temporada 2010-11 tras ubicarse en el 11.er puesto.
En la temporada siguiente retornaron a la SAS Ligaen tras ubicarse en el segundo lugar en la Primera División de Dinamarca para la temporada 2012-13. En esa temporada lograron un respetable cuarto lugar y alcanzaron la final de la Copa de Dinamarca, con lo que lograron clasificar a la UEFA Europa League en la temporada 2013-14, en la que fueron eliminados en la tercera ronda clasificatoria por el FC Rubin Kazan de Rusia.

## Uniforme
- Uniforme local: Camiseta azul claro con lateral negro, pantalón negro y medias azules claras.
- Uniforme alternativo: Camiseta negra con lateral blanco, pantalón y medias negras.

## Estadio
El equipo disputa sus partidos como local en el Randers Stadion también llamado AutoC Park, que posee una capacidad para 12.000 personas.

## Gerencia
| Puesto                              | Nombre                |
| ----------------------------------- | --------------------- |
| Oficial ejecutivo en jefe           | Jacob Nielsen         |
| Jefe financiero                     | Erik Storgaard        |
| Gerente de ventas                   | Jess Glud             |
| Gerente administrador               | Jesper Hansen         |
| Gerente general                     | Thomas Raaby Pedersen |
| Oficial de prensa                   | Ib Rasmussen          |
| Gerente de servicios del equipo     | Jan Faurskov          |
| Asistente de ventas                 | Lone Nikolajsen       |
| Chofer y utillero                   | Svend Erik Pedersen   |
| Entrenador del departamento juvenil | Allan Frederiksen     |
| Reclutador en jefe                  | Peter Christiansen    |
| Asistente del equipo                | Peer Kam              |
| Asistente del equipo                | Erik Jespersen        |
| Asistente del equipo                | Fritz Thyge Rasmussen |

## Entrenadores
- Lars Olsen (enero de 2003–enero de 2007)
- Colin Todd (julio de 2007–enero de 2009)
- John "Faxe" Jensen (enero de 2009–octubre de 2009)
- Ove Christensen (octubre 2009–abril de 2011)
- Peter Elstrup (interino) (abril de 2011–junio de 2011)
- Michael Hemmingsen (julio de 2011–julio de 2012)
- Colin Todd (julio de 2012–junio de 2016)
- Ólafur Kristjánsson (julio de 2016-octubre de 2017)
- Ricardo Moniz (octubre de 2017-enero de 2018)
- Rasmus Bertelsen (enero-junio de 2018)
- Thomas Thomasberg (julio de 2018-marzo de 2023)
- Rasmus Bertelsen (marzo de 2023-presente)

## Jugadores

### Plantilla 2025-26
- = Lesión
- = Baja/Duda

## Palmarés
- Copa de Dinamarca: 5 (1967, 1968, 1973, 2006 y 2021)

Las 3 primeras se lograron bajo la denominación Randers Freja.
- UEFA Fair Play League: 2 (2009, 2010)

## Récords
- Más apariciones: 223  Mads Fenger
- Máximo goleador histórico: 41  Ronnie Schwartz
- Mayor victoria: 5–0 Randers FC - AAB[2]
- Peor derrota: 1–6 Randers FC - FC Nordsjælland, SønderjyskE - Randers FC[3]
- Mayor asistencia (local): 11.824 Randers FC - Brøndby IF[4]
- Mayor racha de partidos sin perder: 16 (29-11-2009 / 5-5-2010)
- Más victorias consecutivas: 5 (13-4-2010 / 3-5-2010)
- Mayor racha de partidos sin ganar: 18 (31-5-2009 / 29-11-2009)

## Participación en competiciones de la UEFA
| Temporada | Torneo                        | Ronda              | Club           | Casa | Visita | Global   |
| --------- | ----------------------------- | ------------------ | -------------- | ---- | ------ | -------- |
| 2006–07   | UEFA Cup                      | Clasificatoria 1   | ÍA             | 1–0  | 1–2    | 2–2 (a)  |
| 2006–07   | UEFA Cup                      | Clasificatoria 2   | Kaunas         | 3–1  | 0–1    | 3–2      |
| 2006–07   | UEFA Cup                      | 1                  | Fenerbahçe     | 0–3  | 1–2    | 1–5      |
| 2009–10   | UEFA Europa League            | Clasificatoria 1   | Linfield       | 4–0  | 3–0    | 7–0      |
| 2009–10   | UEFA Europa League            | Clasificatoria 2   | Sūduva         | 1–1  | 1–0    | 2–1      |
| 2009–10   | UEFA Europa League            | Clasificatoria 3   | Hamburg        | 0–4  | 1–0    | 1–4      |
| 2010–11   | UEFA Europa League            | Clasificatoria 1   | F91 Dudelange  | 6–1  | 1–2    | 7–3      |
| 2010–11   | UEFA Europa League            | Clasificatoria 2   | Gorica         | 1–1  | 3–0    | 4–1      |
| 2010–11   | UEFA Europa League            | Clasificatoria 3   | Lausanne-Sport | 2–3  | 1–1    | 3–4      |
| 2013–14   | UEFA Europa League            | Clasificatoria 3   | Rubin Kazan    | 1–2  | 0–2    | 1–4      |
| 2015–16   | UEFA Europa League            | Clasificatoria 1   | UE Sant Julià  | 3–0  | 1–0    | 4–0      |
| 2015–16   | UEFA Europa League            | Clasificatoria 2   | Elfsborg       | 0–0  | 0–1    | 0–1      |
| 2021–22   | UEFA Europa League            | Play-off           | Galatasaray    | 1–1  | 1–2    | 2–3      |
| 2021–22   | UEFA Europa Conference League | Grupo D            | AZ             | 2–2  | 0–1    | 2° Lugar |
| 2021–22   | UEFA Europa Conference League | Grupo D            | CFR Cluj       | 2–1  | 1–1    | 2° Lugar |
| 2021–22   | UEFA Europa Conference League | Grupo D            | Jablonec       | 2–2  | 2–2    | 2° Lugar |
| 2021–22   | UEFA Europa Conference League | Preliminar Octavos | Leicester City | 1–3  | 1–4    | 2–7      |